# نیل فیرم
نیل فیرم (انگلیسی: Neil Firm؛ زادهٔ ۲۳ ژانویهٔ ۱۹۵۸) بازیکن فوتبال است.